# Epectasis similis
Epectasis similis är en skalbaggsart som beskrevs av Charles Joseph Gahan 1895. Epectasis similis ingår i släktet Epectasis och familjen långhorningar.
Artens utbredningsområde är:
- Guadeloupe.
- Dominica.

Inga underarter finns listade i Catalogue of Life.